# Лазиска (гмина)
Лазиска (пол. Łaziska) — сельская гмина (волость) в Польше, входит как административная единица в Опольский повет (Люблинское воеводство), Люблинское воеводство. Население — 5478 человек (на 2006 год).

## Соседние гмины
1. Гмина Хотча
2. Гмина Юзефув-над-Вислой
3. Гмина Карчмиска
4. Гмина Ополе-Любельске
5. Гмина Солец-над-Вислон
6. Гмина Вилькув